# Thecosemidalis
Thecosemidalis is een geslacht van insecten uit de familie van de dwerggaasvliegen (Coniopterygidae), die tot de orde netvleugeligen (Neuroptera) behoort.

## Soorten
- T. biacuta Meinander, 1972
- T. yangi Liu, 1995